# Udupi Ramachandra Rao
Udupi Ramachandra Rao, semplicemente noto come U. R. Rao (Hindi: ಯು ಆರ್ ರಾವ್; Adamaru, 10 marzo 1932 – Bangalore, 24 luglio 2017), è stato un astrofisico indiano, è uno dei padri del programma spaziale indiano.

## Biografia
Nato nel 1932 nel piccolo villaggio di Adamaru, nel sud-occidentale Stato Karnataka, ha compiuto gli studi universitari presso la Università di Madras e la Banaras Hindu University (1953). Ha conseguito il Ph.D presso la Gujarat University (1960), quindi è partito come ricercatore nel settore spaziale per gli Stati Uniti (precisamente, per il MIT), dove è ha successivamente anche insegnato (presso la Università del Texas a Dallas).
Rientrato in India nel 1966, ha lavorato presso Physical Research Laboratory di Ahmedabad (che oggi presiede) sotto la supervisione di Vikram Sarabhai, il fondatore del programma spaziale indiano. Aryabhata, il primo satellite artificiale indiano (al quale U. R. Rao ha lavorato) è stato lanciato nel 1975, facendo dell'India la prima Nazione del cosiddetto "Terzo mondo" ad avere un proprio satellite in orbita (ovvero, la prima tra quei Paesi che non si erano schierati palesemente con gli Stati Uniti né con l'URSS). Si trattava di un satellite scientifico la cui messa in orbita fu resa possibile dalla collaborazione sovietica, della quale Rao fu un sostenitore.
Nove anni dopo, Rao divenne chairman della Space Commission nel Department of Space indiano e dal 1984 al 1994 anche Presidente dell'Indian Space Research Organisation (ISRO).
Il suo lavoro è stato fondamentale per lo sviluppo dell'IT in India, nel quale settore l'India è oggi una delle principali Nazioni al mondo.
È stato anche Presidente della Commissione delle Nazioni Unite sull'uso pacifico dello spazio extra-atmosferico e Vicepresidente della Federazione astronautica internazionale.
Sotto la sua presidenza sono stati sviluppati l'INSAT (ovvero, l'Indian National Satellite System) e i vettori "nazionali" Satellite Launch Vehicle, ASLV e Polar Satellite Launch Vehicle. L'India si è così munita di telecomunicazioni e modernizzata, preparandosi a concorrere nell'industria IT (della quale oggi è uno dei protagonisti mondiali).
Si è successivamente occupato del miglioramento della qualità dell'istruzione tecnica in India e di ambiente (ha pubblicato Space and Agenda 21 – Caring for Planet Earth and Space Technology for Sustainable Development).
Nel corso della sua carriera, ha ricoperto le posizioni di Chairman del Physical Research Laboratory presso Ahmedabad e Cancelliere dell'Indian Institute of Space Science and Technology presso Thiruvananthapuram.

## Riconoscimenti
Nel 1976, ovvero a un anno dal lancio del Aryabhata, primo satellite artificiale indiano, gli è stata conferita dallo Stato la prestigiosa onorificenza Padma Bhushan. Oltre all'Aryabhata, ha lavorato alla progettazione di oltre 20 altri satelliti nazionali (alcuni dei quali da Presidente dell'ISRO).
È stato inserito nella Satellite Hall of Fame a Washington nel 2013. È il primo indiano ad aver ricevuto tale riconoscimento internazionale